# Abtei Hambye

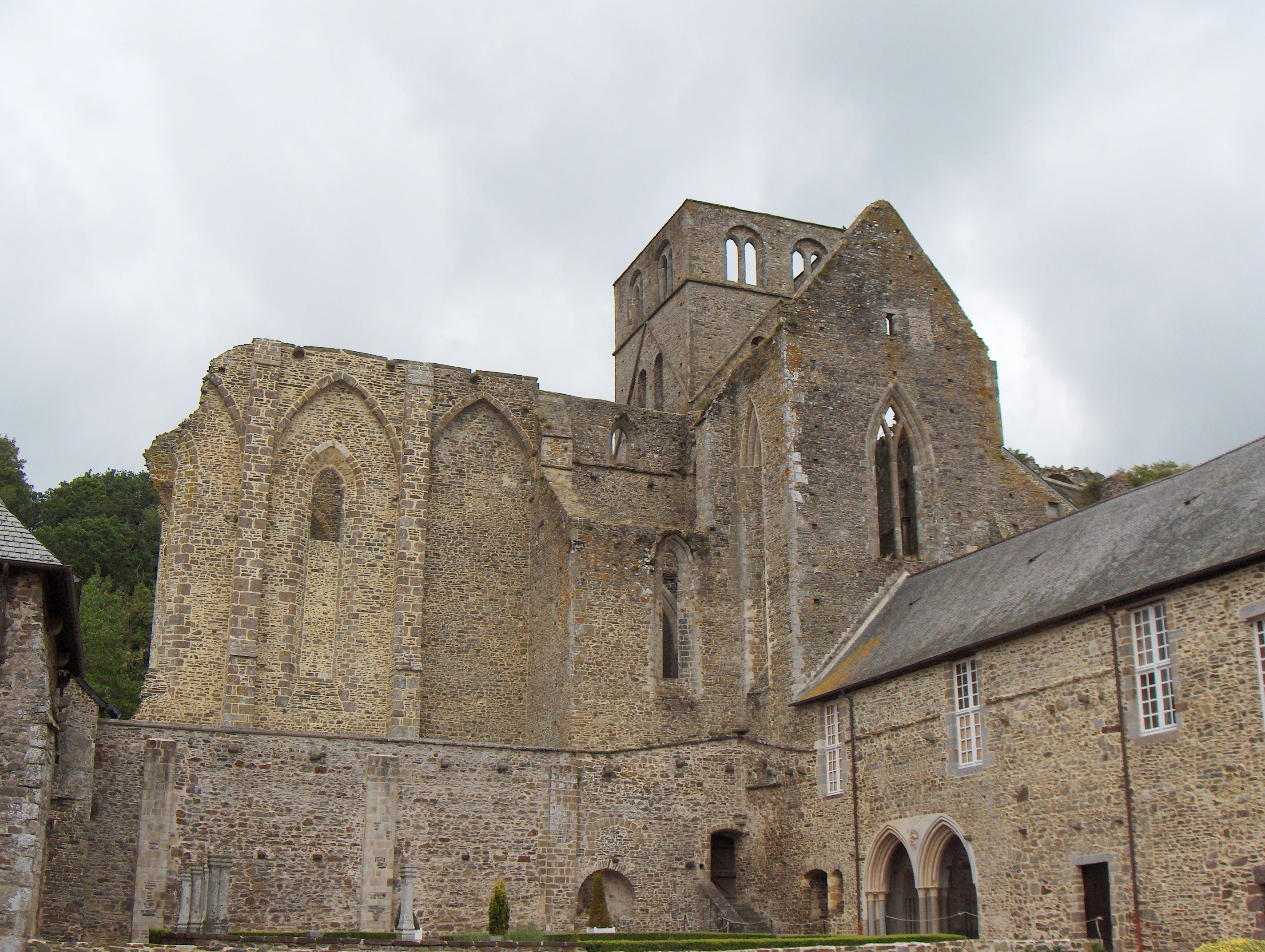
Ruine der Abteikirche

Die Abtei Hambye ist nach dem Mont-Saint-Michel das am besten erhaltene mittelalterliche Kloster in der Normandie. Sie liegt in der Nähe der Kreisstadt Percy im Département Manche in Frankreich.

## Geschichte
Die Abtei wurde im Jahre 1145 von Guillaume Paynel, dem Herren zu Hambye, gegründet. Paynel holte von Tiron die Benediktinermönche, um die Klosteranlage zu bauen. Den Höhepunkt ihrer regionalen Bedeutung erreichte Hambye im 13. Jahrhundert, daran schlossen sich Jahrhunderte des Niedergangs an. Im 18. Jahrhundert wurde die Abtei schließlich geschlossen: während der Französischen Revolution (1789–1799) wurde das Kloster verkauft und dann für landwirtschaftliche Zwecke benutzt. Die Klosterkirche diente als Steinbruch.

## Heutige Nutzung
Heute ist die Abtei von Hambye für Besucher geöffnet. Neben dem vollständig restaurierten Konvent sind die Ruinen und wechselnde Ausstellungen über Möbel, Wandteppiche oder religiöse Ornamente zu besichtigen. Daneben finden auch Kolloquien statt.